# Vena (Szwecja)
Vena – miejscowość (tätort) w Szwecji, w regionie administracyjnym (län) Kalmar, w gminie Hultsfred.
Według danych Szwedzkiego Urzędu Statystycznego liczba ludności wyniosła: 394 (31 grudnia 2015), 409 (31 grudnia 2018) i 383 (31 grudnia 2019).